# Metachrostis velox
Metachrostis velox är en fjärilsart som beskrevs av Treitschke. Metachrostis velox ingår i släktet Metachrostis och familjen nattflyn. Inga underarter finns listade i Catalogue of Life.